# Урал (Кушнаренковський район)
Ура́л (рос. Урал, башк. Урал) — присілок (у минулому селище) у складі Кушнаренковського району Башкортостану, Росія. Входить до складу Расмекеєвської сільської ради.
Населення — 54 особи (2010; 58 у 2002).
Національний склад:
- башкири — 69 %
- татари — 31 %